# Lycoris koreana
Lycoris koreana là một loài thực vật có hoa trong họ Amaryllidaceae. Loài này được Nakai mô tả khoa học đầu tiên năm 1930.